# Модифікації Doom
Doom WAD — це стандартний формат пакунків для відеогри Doom та її продовження Doom II: Hell on Earth, які містять спрайти, рівні та ігрові дані. WAD розшифровується як Where's All the Data? Одразу після виходу у 1993 році Doom привернула увагу значної кількості гравців, які створювали власні модифікації для WAD-файлів — пакети, що містили нові рівні чи графіку — і відіграли важливу роль у зародженні культури створення модифікацій, яка зараз є звичним явищем для ігор від першої особи в жанрі шутерів. Тисячі WAD були створені для Doom, починаючи від окремих користувацьких рівнів і закінчуючи повноцінними оригінальними іграми; більшість з них можна вільно завантажити з інтернету. Декілька WAD були також випущені на комерційній основі, а для деяких людей хобі зі створенням WAD стало дверима до професійної кар'єри дизайнера рівнів. Існують два типи WAD: IWAD (внутрішні WAD) та PWAD (патч WAD). IWAD містять дані, необхідні для завантаження ігор, тоді як PWAD містять додаткові дані, такі як нові спрайти персонажи, які необхідні для користувацьких рівнів.

## Історія WAD

### РозвитокDoom
Розробляючи Doom, id Software знала, що багато гравців намагалися створювати власні рівні та інші модифікації для своєї попередньої гри, Wolfenstein 3D. Однак процедури, пов'язані зі створенням і завантаженням модифікацій для тієї гри, були громіздкими.
Джон Кармак, провідний програміст id Software, розробив внутрішню структуру Doom з нуля, щоб дозволити гравцям розширювати гру. Тому дані гри, такі як рівні, графіка, звукові ефекти та музика, зберігаються окремо від ігрового рушія, у файлах «WAD», що дозволяє третім особам створювати нові ігри без внесення будь-яких змін до рушія. Том Холл (Tom Hall) є відповідальним за придумування назви WAD.
Ідею зробити Doom легко модифікованою підтримали насамперед Кармак, відомий прихильник копілефту та хакерського ідеалу, коли люди діляться напрацюваннями одне одного та розвивають їх, а також Джон Ромеро, який у молодості зламував ігри і хотів дозволити іншим геймерам робити те саме. Однак дехто, зокрема Джей Вілбур і Кевін Клауд, заперечували через юридичні проблеми та переконання, що це не принесе жодної користі бізнесу компанії.

### Утиліти та WAD
Одразу після першого умовно-безкоштовного релізу Doom 10 грудня 1993 року, гравці почали працювати над різними інструментами для модифікації гри. 26 січня 1994 року Брендан Вайбер виклав в Інтернет першу загальнодоступну версію програми Doom Editing Utility (DEU) — програми, створеної фанатами Doom, яка дозволяла створювати абсолютно нові рівні. DEU продовжувала розвиватися до 21 травня того ж року. Це стало можливим завдяки тому, що Метт Фелл опублікував неофіційні специфікації Doom. Незабаром після цього гравці Doom долучилися до подальшого вдосконалення DEU. Рафаель Квіне очолив розробку програми та загальний випуск проекту, а Стів Бейрман очолив роботу над документацією та створенням підручника з DEU. Понад 30 інших людей також допомагали у розробці, і їхні імена вказані у файлі README, що входить до складу дистрибутиву програми. Yadex, форк DEU 5.21 для Unix-систем під керуванням X Window System, пізніше було випущено під ліцензією GNU/GPL. Кармак додатково випустив вихідний код утиліт, використаних для створення гри, але вони були запрограмовані мовою Objective-C для робочих станцій NeXT, і тому не були безпосередньо придатні для масового використання на IBM PC-сумісних комп'ютерах.
Джефф Берд (Jeff Bird) створив перший користувацький WAD для Doom під назвою Origwad 7 березня 1994 року. Незабаром незліченна кількість гравців створювали власні WAD і ділилися ними через AOL, форуми CompuServe та інші інтернет-канали. Багато WAD були зроблені в стилі базової гри, інші були засновані на існуючих телесеріалах, фільмах або оригінальних темах. Деякі співробітники id Software розповіли, що були вражені деякими WAD. Джон Кармак пізніше сказав наступне про модифікацію на тему «Зоряних воєн»:
Я досі пам'ятаю, як вперше побачив оригінальний мод DOOM «Зоряні війни». Бачити, як хтось вклав [[Зірку Смерті]] в нашу гру, було так дивно круто. Я так пишався тим, що стало можливим, і був повністю впевнений, що створення ігор, які могли б служити полотном для роботи інших людей, було правильним напрямком.— John D. Carmack
Ще одна рання модифікація — Aliens TC, повна конвертація за мотивами фільму «Чужі».
Незважаючи на те, що WAD модифікували Doom, замінюючи графіку та звук, кількість налаштувань була дещо обмеженою; більша частина поведінки гри, включаючи час і силу зброї та ворогів, була жорстко закодована у виконуваному файлі Doom і не могла бути змінена у WAD. DeHackEd, програма для редагування Doom, створена Грегом Льюїсом, вирішила цю проблему, дозволивши користувачам змінювати параметри всередині самого виконуваного файлу Doom, що дозволило підвищити рівень кастомізації.

### Комерційні WAD
Приблизно в 1994 і 1995 роках WAD поширювалися в основному через BBS і через колекції компакт-дисків, знайдені в комп'ютерних магазинах або в комплекті з інструкціями зі створення рівнів, в той час як в наступні роки інтернет-FTP-сервери стали основним методом отримання цих робіт. Хоча ліцензія на програмне забезпечення Doom вимагала, щоб прибуток не отримувався від користувацьких WAD, і Шон Грін заперечував проти того, щоб люди продавали свої WAD за гроші, деякі набори WAD та пакети лопат, тим не менш, можна було отримати за ціною в певних торгових точках..
Протягом цього часу id Software працювала над своєю наступною грою, Quake, використовуючи нові технології, але розпочала проекти, залучаючи найталановитіших виробників WAD зі спільноти Doom, щоб створювати офіційні розширення та конкурувати з несанкціонованими колекційними компакт-дисками. Команда випустила 21 майстер-рівень, які 26 грудня 1995 року були випущені на компакт-диску разом з Maximum Doom, колекцією з 1,830 WAD, які були завантажені з Інтернету. У 1996 році Final Doom, пакет з двох 32-рівневих мегавад, створений TeamTNT, був випущений як офіційний програмний продукт id.
Різні шутери від першої особи, випущені в той час, використовують рушій Doom за комерційною ліцензією id Software, оскільки такі, по суті, є користувацькими WAD, упакованими з рушієм Doom, такими як Hacx: Twitch 'n Kill (1997).
На додаток до багатьох людей, які внесли свій внесок у комерційні випуски WAD, різні автори брали участь у розробці інших ігор:
- Кеннет Скотт, який написав ілюстрації для Hacx: Twitch 'n Kill, пізніше став арт-директором id Software та 343 Industries над іграми після Bungie Halo.
- Тім Віллітс, який вніс два рівні в Master Levels для Doom II, пізніше став провідним дизайнером в id Software.
- Даріо Казалі, автор чверті Final Doom, був найнятий Valve для роботи над Half-Life.
- Сверре Квернмо, дизайнер п'яти рівнів в Master Levels для Doom II і член TeamTNT, був найнятий Ion Storm для Daikatana.
- Іікка Керенен, автор кількох модів Doom WAD, а пізніше Quake, була найнята Ion Storm для створення рівнів для Anachronox і Daikatana, а також Looking Glass Studios для створення рівнів для Thief II: The Metal Age. Пізніше Керенен був найнятий компанією Valve.
- Джон Андерсон (дизайнер рівнів), також відомий як «Доктор Сон», автор п'яти рівнів в Master Levels для Doom II і E4M7 в The Ultimate Doom, пізніше працював над Blood, Unreal і Daikatana.
- Маттіас Ворч (дизайнер рівнів) приєднався до Ritual Entertainment, щоб працювати над SiN. Пізніше він брав участь у серіалі Unreal.

### Ера вихідного порту
Приблизно до 1997 році інтерес до Doom WAD почав знижуватися, оскільки увага була привернута до нових ігор з більш просунутими технологіями і більш покращеним дизайном, включаючи власні Quake і Quake II від id Software.
23 грудня 1997 року id Software випустила вихідний код рушія Doom, спочатку під обмежувальною ліцензією. 3 жовтня 1999 року він був випущений знову під ліцензією GNU GPL-2.0 або пізнішої версії. З доступним вихідним кодом програмісти отримали можливість змінювати будь-який аспект гри, усувати технічні обмеження та помилки та додавати абсолютно нові функції.
Ці модифікації двигунів, або вихідні порти Doom, з тих пір стали мішенню для більшої частини редагування WAD, і з занепадом MS-DOS, використання вихідного порту стало єдиним можливим способом відтворення Doom для більшості людей. Кілька вихідних портів знаходяться в активній розробці, і Doom зберігає сильних послідовників творців WAD.

## Типи WAD

### Рівні
Найпоширеніший тип WAD складається з одного рівня, зазвичай зберігаючи тему оригінальної гри, але, можливо, включаючи нову музику та деяку модифіковану графіку, щоб визначити більш характерну обстановку або настрій. Поширені як однокористувацькі, так і багатокористувацькі рівні deathmatch..
WAD можуть мати пакет рівнів у вигляді епізоду, що замінює дев'ять рівнів, а іноді і у вигляді мегавада, який замінює 15 і більше рівнів в грі (27 в Doom, 32 в Doom II, 36 в The Ultimate Doom).

### Загальна кількість конверсій
WAD, який дає грі капітальний ремонт, щоб включити зовсім інший ігровий сеттинг, набір персонажів та сюжет, замість того, щоб просто надавати нові рівні чи графічні зміни, називається повним перетворенням. Фраза була придумана Джастіном Фішером, як частина назви Aliens TC, або Aliens Total Conversion. Доповнення, які забезпечують значні зміни подібною мірою, але зберігають відмінні частини або характеристики оригінальних ігор, такі як персонажі або зброя, часто називаються частковими перетвореннями.

## Список WAD
З тих пір, як користувацьке редагування карт почалося в 1994 році, було створено багато WAD Doom, Doom II і Doom 64, а деякі здобули популярність навіть за межами спільноти моддингів. Нижче наведено вибраний список популярних та історично значущих WAD.

### Мегавади
- Bloom — кросовер Doom II і Blood, випущений Bloom Team у 2021 році. У ньому представлено понад 50 нових типів ворогів, новий епізод та оригінальний саундтрек.[7]

- Eternal Doom — це 32-рівневий мегавад для Doom II, створений Team Eternal та TeamTNT. Він був випущений некомерційно в декількох версіях, а остання була випущена 14 листопада 1997 року. Eternal Doom привернув увагу ЗМІ в 2020 році, коли за допомогою подальшого моддингу він був відтворений через Doom Eternal.[8]
- Going Down — це 32-рівневий мегавад для Doom II, випущений у 2013 році, і переможець у цьогорічному Cacowards. Його створив англійський аніматор-фрілансер Сіріак Харріс[9].
- Icarus: Alien Vanguard — 32-рівневий мегавад для Doom II, створений TeamTNT і випущений 22 березня 1996 року. Він був розроблений як безкоштовний реліз після того, як TNT: Evilution був підхоплений id Software для випуску як частина Final Doom.[10]
- Memento Mori — це 32-рівневий мегавад для Doom II, створений двома членами The Innocent Crew, Денисом і Томасом Меллерами, разом з іншими авторами, включаючи Тома Мастейна та Даріо та Майло Казалі. Спочатку він був випущений 10 грудня 1995 року, а оновлений випуск відбувся в лютому 1996 року. 32-рівневе продовження megawad, Memento Mori II, було створено і випущено 27 липня 1996 року.[11] У 100 найкращих WADs усіх часів Doomworld, Memento Mori був визнаний #1 WAD 1996 року, а його продовження як #2.[12]
- Requiem — це 32-рівневий мегавад для Doom II, створений тими ж людьми, які працювали над раніше випущеною серією Memento Mori, на додаток до деяких нових маперів, які працювали спеціально над цим проектом. Він був випущений і завантажений в архів idgames 4 липня 1997 року.[13]
- У 2016 році Джон Ромеро випустив дві нові карти — Phobos Mission Control і Tech Gone Bad. Після позитивної відповіді він випустив Sigil, повний 9-рівневий епізод, у травні 2019 року[14][15]

### Загальна кількість конверсій
- Action Doom 2: Urban Brawl — інді-гра 2008 року, розроблена «Scuba Steve» Browning з вихідним портом ZDoom. Гра має відтінену графіку, що нагадує комікс, і грається в стилі beat 'em up, а також присутній деякий перестріл.
- Aliens TC — це 11-рівнева повна конверсія, заснована на фільмі «Чужі», створеному Джастіном Фішером і випущеному 3 листопада 1994 року[16]. У 2017 році інший моддер на ім'я Kontra_Kommando зробив ремейк Aliens TC.[17]
- Ashes 2063 — це ТК на тему постапокаліпсису, створений компанією «Vostyok». Натхненний постапокаліптичними фільмами 1980-х років, він містить нових монстрів, зброю та оригінальний саундтрек.[18].
- Batman Doom — це 32-рівнева загальна конверсія, створена ACE Team Software і випущена в квітні 1999 року. Він містить модифіковану поведінку гри разом із новою зброєю, предметами та персонажами зі світу супергероя коміксів Бетмена.[19]
- Chex Quest — це 5-рівнева загальна конверсія, випущена в 1996 році компанією Digital Café, щоб Doom можна було схвалити для молодшої аудиторії. Спочатку це було упаковано в коробки злаків Chex як приз, хоча пізніше Chex Quest[20] був розміщений як безкоштовне програмне забезпечення в Інтернеті після закінчення акції. Chex Quest отримав два продовження, Chex Quest 2: Flemoids Take Chextropolis і Chex Quest 3, випущені в 1997 і 2008 роках відповідно, обидва з яких містили п'ять рівнів і були випущені як безкоштовні програми.
- Doom 64: Retribution є рімейком Doom 64, версії Doom для Nintendo 64, яка кардинально відрізняється від своєї версії DOS. Doom 64: Retribution містить різні рівні, графіку та аудіо на основі гри Nintendo 64.[21]
- Grezzo 2 — це повна конверсія 2012 року, розроблена італійським ігровим дизайнером Ніколою Піро, відома плагіатом інших ігор та модів Doom, а також своїм вульгарним, блюзнірським вмістом.[22][23]
- Sonic Robo Blast 2 — модифікація Doom, яка використовує вихідний порт Doom Legacy для повної зміни гри з шутера від першої особи на платформер від третьої особи на основі Sonic the Hedgehog.[24]
- Void — це однорівнева модифікація, заснована на грі American McGee's Alice 2000 року,[25] яка сама була зроблена колишнім співробітником id Software американцем Макгі.

### Різне

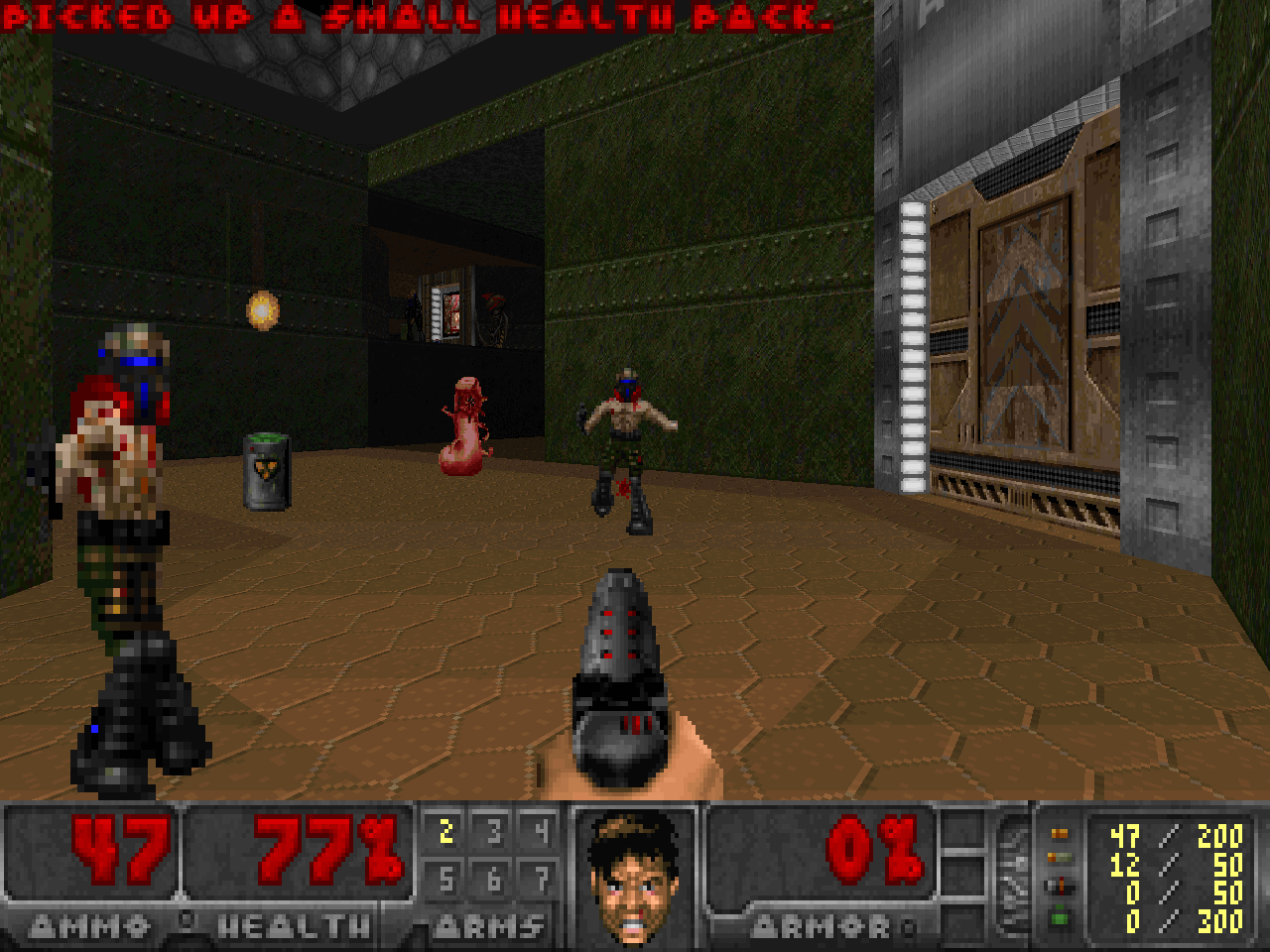
Скріншот із Freedom

- D!Zone — Створено WizardWorks, пакет розширення, що містить сотні рівнів для Doom і Doom II. D!Zone був переглянутий в 1995 році в Dragon видавництвом Jay &; Dee в колонці «Eye of the Monitor». Джей дав пакету 1 з 5 зірок, тоді як Ді дав пакету 11/2 зірок.
- Origwad — Створений Джеффом Бердом і випущений 7 березня 1994 року, він примітний тим, що є першим користувальницьким WAD, випущеним для Doom. Origwad складається з одного рівня з двома кімнатами, розділеними одними дверима, і в цілому шести ворогів, що робить його дуже простим у порівнянні з пізнішими WAD.

- Рівні Харріса — рівні Doom і Doom II, створені Еріком Гаррісом, одним із двох виконавців різанини в середній школі Колумбайн, які, як вважають, з'явилися в Інтернеті в 1996 або 1997 роках, але були видалені ФБР після різанини 1999 року.[26]  Завантаження для рівнів Deathmatching у Bricks (BRICKS. WAD), Hockey.wad (ХОКЕЙ. ВАД), КІЛЕР (КІЛЕР. WAD), Mortal Kombat Doom (FIGHTME. WAD), На вулиці (outdoors.wad), Станція (STATION. WAD) і UAC Labs (UACLABS. WAD) були знайдені з тих пір. Ділана Клеболда, друга Гарріса та іншого винуватця бійні, Гарріс назвав тестуванням Deathmatching у Bricks. Екран ENDOOM для UAC Labs показує назви інших WAD, створених Харрісом, хоча вони з тих пір були втрачені: Assault, Techout, Thrasher, Realdeth і Realdoom, який є латкою для іншого WAD. UAC Labs згадується в списку 10 найкращих сумнозвісних WAD за версією Doomworld.
- Колискова, рівень, створений Danlex у 2021 році, який містив сюрреалістичні візуальні ефекти[27]
- Національний музей відеоігор, відтворення реального життя Національного музею відеоігор співробітника Кріса Бакарані. Створення рівня зайняло більше року, і він представлений як експонат у фізичному музеї.[28]
- Горіхи! — Випущений у 2001 році, Nuts є одним із перших задокументованих жартів WAD. Nuts складається з однієї кімнати з підвищеним зарядом невразливості, плазмовою гвинтівкою, BFG і 10 617 ворожими монстрами.[29] Його творець, B.P.R.D, створив кілька продовжень, а версія Nuts була зроблена в сутінках[30]
- The Sky May Be — Примітний жарт WAD, велика частина гри відбувається в негабаритному секторі, де багато текстур замінені однотонними кольорами, а багато звуків замінені звуком з Літаючого цирку Монті Пайтона.[31] WAD був згаданий у списку 10 найкращих сумнозвісних WADs Doomworld, і іноді його вважають одним із найгірших WAD, коли-небудь створених.
- . UAC Military Nightmare — A Skulltag WAD, зроблений «Террі» у 2008 році, який був відомий своїм використанням вульгарних сценаріїв, страхів стрибків, дивної графіки, абсурдної складності та інакше марних даних, які існували, щоб або роздути розмір файлу WAD, або підробити налаштування гравця. Сам WAD був видалений з Doomworld у 2014 році через вищезгадані марні дані, але з тих пір був повторно завантажений із видаленими зазначеними даними. Цей WAD породив жанр WAD, відомий як «Terrywads», або «Махрові пастки», які містять подібний вміст до UAC Military Nightmare. У 2008 році[32] UAC Military Nightmare отримав нагороду «Кабоягуз за найгірший WAD», де він описується як "найгірший файл WAD, який коли-небудь знав світ.
- Ліліт — Вад, створений у 2017 році, який використовує збої у вихідному порту Zdoom для створення графічних та музичних спотворень, а також змін у поведінці ворога, що призводить до «кошмару глітчкору».[33] Ліліт також була переможницею в «Кабоягузах» 2017 року.[34]
- MyHouse.WAD — Написав користувач Doomworld Стів Нельсон (Веддж) 3 березня 2023 року, MyHouse.WAD нібито був рімейком WAD, зробленим нещодавно померлим другом творця, із зображенням будинку цього друга. Насправді, WAD — це лімінальна карта жахів, вільно натхненна романом 2000 року «Будинок листя» Марка З. Данілевського та міською легендою в Інтернеті The Backrooms. Будучи надзвичайно загадковим і сюрреалістичним досвідом, він містить велику кількість знань, знайдених як у грі, так і в інших джерелах в Інтернеті. Його хвалять як один з найбільш технологічно просунутих модів Doom II.[35]

#### Freedoom
Freedoom — це проект, спрямований на створення вільної заміни (модифікованої ліцензії BSD) для набору графіки, музики, звукових ефектів та рівнів (та інших ресурсів), що використовуються Doom. Оскільки рушій Doom є вільним програмним забезпеченням, його можна поширювати разом з новими ресурсами, фактично надаючи повну гру, яка є безкоштовною і з повним WAD третьої сторони.
Проект поширює три файли IWAD: дві однокористувацькі кампанії під назвою Freedoom: Phase 1 і Freedoom: Phase 2, а також FreeDM, яка містить колекцію рівнів deathmatch. Freedoom не вимагає жодного вихідного порту для запуску і може працювати на будь-якому порту Doom, що видаляє обмеження.
Аналогічний проект, Blasphemer, спрямований на створення повної безкоштовної версії Heretic, але менш розвинений, ніж Freedoom. Зауберер також був ініційований для Hexen

## Редагування
Для Doom доступно багато редакторів рівнів. Оригінальна Doom Editing Utility (DEU) була портована на низку операційних систем, але з часом втратила свою особливість; багато сучасних редакторів Doom все ще мають своє коріння в DEU та його парадигмі редагування, включаючи DETH, DeePsea, Linux Doom Editor та Yadex та його відгалуження Eureka. Редактори іншого рівня включають WadAuthor, Doom Builder (випущений у січні 2003 року) та Doom Builder 2 (випущений у травні 2009 року як наступник Doom Builder). Деякі редактори рівня Doom, такі як Doom Builder і Doom Builder 2, мають режим 3D-редагування. На даний момент ці два були припинені, але був випущений і регулярно оновлюється новіший форк, відомий як GZDoom Builder. GZDoom Builder також припинено і тепер підтримується як Ultimate Doom Builder.
Багато спеціалізованих редакторів Doom використовують для зміни графіки та звукових грудок, таких як XWE, SLADE, Wintex та SLumpEd. Виконувана утиліта виправлення DeHackEd змінює монстрів, предмети та поведінку зброї. У ZDoom користувачі можуть створювати нових монстрів, зброю та предмети за допомогою мови сценаріїв під назвою DECORATE, створеної для усунення багатьох недоліків DeHackEd, таких як неможливість додавати нові об'єкти та неможливість далеко відхилятися від поведінки оригінальної зброї та монстрів.

## WAD2 і WAD3
В Quake файли WAD були замінені файлами PAK. Файли WAD все ще залишаються у файлах Quake, хоча їх використання обмежене текстурами. Оскільки WAD2 і WAD3 використовують трохи більшу структуру каталогів, вони несумісні з Doom.

## Подальше читання
- Zak, Robert (грудень 2018). «Остаточний посібник із модифікації Doom» TechRadar
- Hamilton, Andi (грудень 2018). «Культ Doom: процвітаюча модна сцена, що стоїть за класичним» PC Gamer від id